# یواس‌اس ماهانا (ای‌جی-۸)
یواس‌اس ماهانا (ای‌جی-۸) (به انگلیسی: USS Mahanna (AG-8)) یک کشتی بود که طول آن ۲۸۶ فوت (۸۷ متر) بود. این کشتی در سال ۱۹۱۹ ساخته شد.